# 死のう団事件
死のう団事件（しのうだんじけん）は、1930年代に法華教系統の新宗教「日蓮会」の青年部「日蓮会殉教衆青年党」（通称「死のう団」）を巡って発生した、一連の騒擾事件。
1933年（昭和8年）7月2日に、集団で「死のう死のう」と叫びながら行進して逮捕されたことに端を発したもの。当初、「死のう団事件」は、この事件のことを指していた。

しかし、約3年半のちの1937年（昭和12年）2月17日、彼らのうち5名が国会議事堂など5ヶ所で割腹を図る事件が発生するに及び、一層大きな衝撃を社会に与えた。そのため、この割腹事件をもって「死のう団事件」と称することが多い。
なお、事件当時の漢字、仮名表記に従えば「死なう團事件」となるが、本項では常用漢字、現代仮名遣いで「死のう団事件」とする（日本史上の有名な事件をまとめた書籍の一部には「死なう団」の表記もある）。

## 背景

### 日蓮会
日蓮会は、東京府荏原郡蒲田村出身の江川桜堂、本名江川忠治（1905年 - 1938年）が1927年（昭和2年）に創立した新宗教である。
既成宗教の頽廃、そして国家権力に対する日蓮宗の妥協的態度に激しい怒りを覚えていた江川は、日蓮宗の教義の一切を排し、「日蓮上人に直参する（直々に教えを乞う）」と称して、日蓮の遺文そのものを教義とする団体を形成、自らは盟主に就任した。彼らは、蒲田に建設した「日蓮会館」を拠点として、積極的に辻説法を行った。発足当初は勉強会に近かった日蓮会であったが、既成宗教を悪し様に罵るその布教活動は大衆の人気を博し、信者に加わる者も現れ始めた。最盛期の1931年（昭和6年）頃には、500名ほどの信者を擁していたとみられる。

### 打撃
しかし1932年（昭和7年）に入って、組織を揺るがす事件が発生した。
建設業者の愛人の女が、日蓮会館に入り浸るようになった。説法には関心を示さず、盟主の江川を連れ出そうとする彼女を見た信者らは、彼女が江川を誑（たら）し込もうとしていると噂した。江川は彼女の家を訪れ諭そうと試みたが、それを知った建設業者は、屈強な部下達を会館に送っては「よくも俺の女に手をつけたな」「江川を出せ」などと怒鳴らせるという嫌がらせを執拗に行った。会員らの中には、これに恐れをなして、あるいは盟主の乱れた女性関係を信じて失望し、脱会する者が続出した。

### 「死のう団」結成
1933年（昭和8年）1月、日蓮会の新年会に出席した若者らは、このままではいけないと口々に言い合った。現状への不満を募らせた彼らの出した結論は、「青年部の結成」であった。江川に忠実で、かつ先鋭的であった若年層の面々は、結成が決まると直ちに結盟書を作成し、これに血判を押した。
彼らが行動の柱に据えた「不惜身命（ふしゃくしんみょう。理想実現のために身命を惜しまず。本来は仏教から）」の理念は、しかし時を経るごとに本義から乖離し、死ぬこと自体を目的としたものに変質していく。のちの悲劇の前兆であった。
```
宣言
我が祖国の為めに、死なう!!!
我が主義の為めに、死なう!!!
我が宗教の為めに、死なう!!!
我が盟主の為めに、死なう!!!
我が同志の為めに、死なう!!!     日蓮会青年部 （原文ママ）
```

以上のような宣言を立てた江川と青年会員らは、皆で「死のう、死のう、死のう」と繰り返し叫び、陶酔に浸った。
翌月、青年部は「日蓮会殉教衆青年党」と改称された。同党は、のちに「死のう団」として世間の注目を集めることとなる。

## 警察との闘争

### 殉教千里行
1933年（昭和8年）6月、江川は「殉教千里行」を行うと青年党員に発表した。鶴岡八幡宮に祈願したのち、全国を説法して回るというものである。決行の日は7月2日。翌3日に鎌倉で江川と合流し、総勢28名で行脚を行うことが決められた。
参加する党員は家族に別れを告げ、会社勤めをしていた者は職を辞してこれに臨んだ。江川によれば、それは「永遠に目的はなく生還も期さない旅」であった。しかしこの旅は永遠どころか、当日のわずか一日で頓挫する。
午前10時、横浜市の杉田梅林（現在の磯子区杉田）に集合した青年党員らは、鎌倉へ向かって行進を始めた。白い羽織に黒い袴、樫棒を持ち鉢巻を頭に巻いた集団が、太鼓を叩いたり口々に「死のう」と叫んだりしながら練り歩くさまを、人々は奇妙に思いながら見ていた。やがて、党員らを尾行する影が現れた。通報を受けた私服警官である。
その夜、逗子市の桜山で野宿をすることにした彼らを警官隊が襲った。拘束された党員らは、2台のバスに乗せられ葉山署に連行されたが、当初は「何も悪いことはしていないのだから、すぐ釈放される」と考え、取り立てて深刻には受け止めていなかった。

### 拷問
だが、取り調べは彼らが考えるほど甘くはなかった。折しも血盟団事件や五・一五事件が世間を賑わせていた。葉山署から報告を受けた神奈川県警は、特別高等警察課の全課員に非常呼集をかけ、県内各署の警官を動員して大々的な捜査と非常警戒を行った。7月3日には、日蓮会館を始めとする20箇所を家宅捜索し、書類やメモを押収した。
7月4日、江川が蒲田署に出頭。取り調べを行う警官に対して、江川は日蓮主義について諄々と説き、彼らの活動について理解させようと試みた。それは取り調べに答えるというより、不信心者に説法を行うという風情であった。
いくら取り調べを行っても、党員らは「知らぬ」と繰り返すばかりで、犯罪に繋がる証拠が挙がらなかったため、苛烈な拷問が始まった。それは殴る蹴るの暴行に始まり、火の点いた煙草を全身に押し当て、あるいは力任せに髪を引っ張っては振り回す、といったものであった。
この拷問に耐えかねた3人の党員が、転向を誓約して釈放された。

### 送検
8月、江川以下5名は検事局へ身柄を移され、他の者は釈放された。
送検された彼らは、自身に「黄金町徘徊」の容疑がかけられていることを知る。黄金町とは横浜市の遊廓であるが、彼らは黄金町に行ったことがなかったとされ、これは検察による明らかな捏造である。また江川は、検察の意図が「秘密結社を組織した」として治安維持法違反の罪を負わせることにあると悟った。
9月10日、江川ら5人は横浜刑務所から出所した。会館に戻った彼らを待っていたのは、党員数の激減という厳しい現実であった。「たまには顔を出す」と語った者まで含めても50名程度となっていた。

### 扇情的記事
この間、新聞各紙は事件を扇情的に報じた。
黒衣に白袴で「死のう」と叫ぶ奇妙な集団の話題は、地元新聞にとって格好の素材となった。「テロ？ 邪教？／黒装束の一隊 昭和怪奇の出現」（東京朝日新聞神奈川版）など、幾分興味本位で事件を取り上げた。その数日後には、テロの確証が挙がらないことから、「とんだ人騒がせ」として一旦は沈静化する。
しかし7月19日、捜査に進展がなかったにも拘らず、「陰謀発覚」と全国紙が一斉に報じた。西園寺公望や田中智學、妹尾義郎などの抹殺、増上寺や身延山の焼き討ちを図ったとされた。「単なる宗教団体」として片付けられたはずの青年党は、ここにきて再び「テロ集団」となった。「日蓮会血盟団」（東京日日新聞全国版）、「血盟日蓮怪集団」（時事新報全国版）、「日蓮会血盟青年部」（都新聞全国版）のように、彼らを血盟団に擬える記事も多かった。そしてこの頃、「死のう団」なる名が当人たちの意思とは関係なく付けられる。
これらの要人暗殺計画は警察側の調書に基づき報道されたものだが、のちに事件を取材した保坂正康は「テロ計画は全くなかった」と結論し、血気にはやる1名の男が増上寺焼き討ちを計画しただけだとしている。なお、焼き討ちの計画を知った江川は、男に無銭飲食の罪を着せるという手荒な手段を用いて計画を止めさせているが、計画を狂わされ決行日を留置場で過ごす羽目となった男は、日蓮会を去った後もこれを諦めず、遂に捕縛されている。
「江川は多くの女性信者と関係した上、金銭を搾取している」と書き立てる記事も目立った。「好色漢の盟主桜堂」などの扇情的な見出しが連日紙面に躍り、日蓮会の社会的信用を著しく傷付けた。

### 告訴
釈放された江川は10月16日、横浜検事局に赴いた。江川は特高課長を不法監禁で告訴。また、彼に同行した女性は、娘が受けた拷問の屈辱を晴らすべく、娘の名義で10名余りの警官を人権蹂躙、不法監禁及び傷害で告訴した。その一人の今井千世は拷問により今でいうPTSDを被っていた。
警察側は新聞の取材に対し「事実無根だ」と主張したが、裏では江川らに告訴の取り下げを依頼した。江川がこれを拒否すると、会館を怪しい人物が訪れるようになる。彼らは入れ替わり立ち代わりやって来ては、告訴取り下げを忠告したり、あるいは脅すような口調で迫ったりした。
その頃検事局は、原告の女性の臨床鑑定を行い、他の党員からも状況の聞き取りを行うなど、事実関係の解明を進めた。しかし、11月11日には「近く提出される」とされた鑑定結果が実際に提出されたのはそれから40日後のことであり、しかも公表されることはなかった。また、これと前後して、特高課の取り調べを推進する検事が異動となる人事が行われた。事態は江川らにとって不利な方向に傾き出した。

### 交渉
1934年（昭和9年）1月、警視庁は蒲田署の巡査を会館に派し、連日監視することを決めた。翌月には、神奈川県警が2人の警部を直接会館に送るようになった。うち1名は、江川の義兄であったが、情に訴えようと試みたのかもしれない。彼らは連日江川と交渉したが、県警の出す条件に不信感を抱いた江川は、頑として告訴取り下げを拒み続けた。事態は打開せず、警察部長が交渉に乗り出すようになる。7月、警察部長が日蓮会に「自筆」の詫び状を提出するが、筆跡が異なっていたことから江川は激怒。交渉は平行線を辿り続けた。
9月、事件の最初の報告書を書いた川崎署の特高主任が割腹自殺を遂げた。鎌倉の山中で発見された遺体の脇には、事件の責任を取る旨が記された遺書が置かれていたという。県警の特高課長は事件との関連性の否定に努めたが、世間はそのようには受け止めなかった。
警察側は交渉を急いだ。示談金として1,000円が、それが断られると2,000円が提示された。しかし日蓮会側は金では動かなかった。9月16日、江川らは不起訴処分が下るのを覚悟の上で、交渉を打ち切った。満腔の怒りを込めて「バカヤロウ！」「一切の交渉御断り申上候」などと書かれた文書が、交渉を行った警部補らの郵便受けに投函された。
果たして3ヶ月後、横浜検事局は特高課員の不起訴処分を決定した。江川らは抗告状を提出したが、無駄であろうことは予想が付いた。
1935年（昭和10年）2月3日、第67帝国議会本会議で政友会の衆議院議員・久山知之が党員に対する特高の拷問について質問。国会で採り上げられたことにより事態を重大視した警視庁は、全ての党員の動向を監視することを決めた。党員の実家にも警官が繰り返し訪れた。会館に寄り付く者には執拗な職務質問を行った。
同年9月、控訴院が抗告状を棄却。事件を法廷に持ち込もうとした彼らの望みは断たれた。

## 壊滅

### 餓死殉教の行
1936年（昭和11年）6月、江川らは会館に常駐する警官を排除し、「餓死殉教の行」と称する籠城生活に突入した。会館に籠って唱題をしたり書写をしたり、党の主張をまとめて製本したりしながら日々を過ごす。食事はわずかな塩や飴玉であった。外部の者が会館に入って来ようものなら、それが警官のみならず親族であろうとも、即座に集団自殺をする運びとなっており、その順番と手順も決めていた。あまつさえ彼らは、不首尾に終わった場合に備え、8,000人分の致死量の青酸カリまで用意していた。しかし2ヶ月余りのち、江川の兄（彼らの遺体を引き取る予定であった）が死去したことにより、「餓死殉教の行」は中断した。

### 嘆願
党員数は10数名にまで減少していた。財政的援助もままならず、彼らは次第に窮乏していった。日々の食事にも事欠く逆境の中、抗議の自殺を声高に主張する者が続出したが、江川は「死んではならない」と諌めた。しかし闘争手段の一環であった「死」は、今や多くの党員の間では目的と化していた。彼らの意志は固く、江川は次第に制しきれなくなっていく。
翌年2月のある朝、自室に籠っていた江川に、党員5名が自決の請願書を提出した。江川は悩んだ末、「自決すれば残りの者は自殺幇助に問われ、組織が崩壊する」として、死なない程度に刃先で腹を切るのみに留めるよう言った。それを聞いた党員らはあからさまに不満気な表情を浮かべたが、江川は「今はその時期ではない」と、はやる彼らを説得した。しかしこのわずか数日後、彼らは自決を決行することになる。

### 割腹

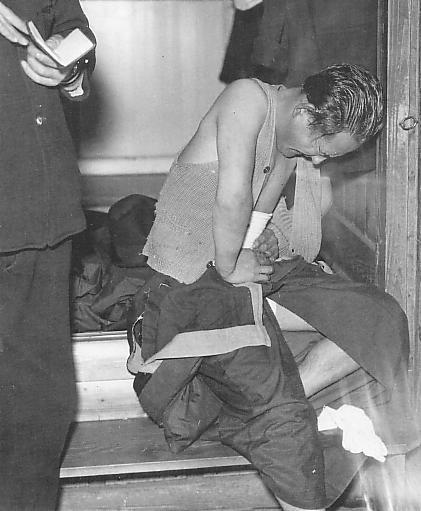
割腹した団員

1937年（昭和12年）2月17日正午過ぎ、宮城前広場に、1人の男が現れた。「死のう」と書かれたビラを大量に撒いた32歳のその男は、突如持っていた短刀で腹を掻き切り、通行人に発見されて日比谷病院に搬送された。
同じ頃、竣工したばかりの新国会議事堂の前にタクシーが停まった。車から降りた2人の男は二手に別れ、1人は首相官邸に向かった。もう1人は議事堂の周りを歩き始めたが、突如警備の目を盗んで鉄柵を乗り越え、正面玄関に向かって走り出した。男はビラを撒きながら「死のう」と繰り返し絶叫した。気付いた警官や憲兵が駆け寄ってくると、男は立ち止まり、取り出した短刀を己の腹に突き立てた。
首相官邸を目指した男は、目標が見付からず焦りの色を見せたが、やがて意を決してある屋敷に入り、玄関脇で割腹した。傷を負いながらも満足気な顔をしていた男は、この屋敷が外務次官邸であったことを病院で聞かされると、無念の表情を浮かべた。
また12時45分頃、警視庁正面玄関ホール（当時の庁舎は霞ヶ関にあった）に現れた22歳の党員が、その場に正座して割腹を図っているところを特別警備隊の巡査に取り押さえられた。2時20分頃には、27歳の党員が内務省3階の便所で腹を切り、発見した守衛によって医務室に運ばれた。
5名の男は、こうして東京市内5ヶ所でそれぞれ腹を切った。ただし、上述の通り彼らは江川に従い、刃先だけしか出ないよう細工を施した短刀で切腹したため、いずれも致命傷は負わなかった。新聞は、再び大きな騒ぎを起こした「死のう団」を好奇の目で、あるいは気味悪げに報じた。
同日21時頃、2人の女が歌舞伎座4階の立見席から「死のう」と叫びながら大量のビラを撒いた。銀座の街頭でも女が、また品川駅に向かう電車の中でも男が、それぞれビラを撒いた。
警視庁は、直ちに日蓮会館の捜索に乗り出した。留守番役をしていた者やビラを撒いた者が身柄を拘束された。
3月3日、代議士の久山に付き添われて、江川が警視庁に出頭。「申し訳ございません」と頭を下げた江川に対し、特高部長は正業に勤しむよう諭して釈放した。

### 江川の死と日蓮会の終焉
生来病気がちであった江川は、肋膜炎や中耳炎を悪化させ、さらには結核を併発していた。日に日に衰弱する江川を、残った党員は東大病院に入院させた。彼らは無理をして治療費を捻出し、江川の療養生活を支えた。しかし病状は一向に好転する気配はなく、医師も見放すほどであった。1938年（昭和13年）3月15日、江川は「日蓮会館で死にたい」と、病の癒えぬまま退院。5日後の3月20日早朝に死去した。時に33歳であった。
これと前後して、信者らの「殉死」が相次いだ。まず、死にゆく江川を悲嘆した女が、青酸カリを飲み自殺。また、江川の死去した日の午後、先に警視庁で切腹を企てた男が、江川の甥の家で青酸カリを飲んだ上、割腹して果てた。その5日後には、女性信者2名が猫要らず（殺鼠剤）を飲み、帝国女子医学薬学専門学校（現在の東邦大学）付属病院に運ばれたが死亡した。
同年6月10日、宮城前広場で腹を切った男が、千葉県竹岡（現在の千葉県富津市竹岡）に向かう定期船「湘南丸」に乗り込んだ。甲板に立った彼は、沖合4kmに差し掛かったところで突如「死のう」と叫び、ビラを撒きながら海中に没した。遺体は遂に発見されなかった。
同年7月、日蓮会館は取り壊され、通称「死のう団」は完全に壊滅した。

## 年表
- 1927年（昭和2年）3月　日蓮会発足
- 1928年（昭和3年）
  - 9月　日蓮会館設立
  - 10月　日蓮会の発足会開催
- 1933年（昭和8年）
  - 1月15日　青年部発足。翌月「日蓮会殉教衆青年党」と改称
  - 7月2日　青年党員、「殉教千里行」のため集合。同日、全員逮捕
  - 7月3日　神奈川県警が日蓮会館などを家宅捜索
  - 7月4日　江川、蒲田署に出頭
  - 8月12日　江川ら5名の身柄が検事局へ。他の信者は釈放
  - 9月10日　江川ら5名が釈放
  - 10月16日　5名のうち江川ら2名、神奈川県警特高課長らに対する告訴状を横浜検事局に提出
- 1934年（昭和9年）
  - 2月16日　5名のうち残り3名、告訴状を横浜検事局に提出
  - 7月11日　神奈川県警の警察部長が日蓮会に詫び状を提出
  - 9月2日　最初の報告書を作成した川崎署の特高主任が自殺
  - 9月16日　警察との交渉が決裂
  - 12月15日　横浜検事局、特高課員の不起訴処分を決定
- 1935年（昭和10年）
  - 2月3日　久山智之、第67帝国議会で事件について質問
- 1936年（昭和11年）6月28日　「餓死殉教の行」を開始
- 1937年（昭和12年）
  - 2月17日　昼、5名が国会議事堂など市内5ヶ所で割腹を図る。21時頃、2人が歌舞伎座で「死のう」と叫びながらビラを撒く
  - 3月3日　江川、警視庁に出頭
- 1938年（昭和13年）
  - 3月20日　江川病死。党員の1人が後追い自殺
  - 3月25日　党員2人が服毒自殺
  - 6月10日　党員の1人、定期船より海に飛び込む